# 鷹喙角金線魮
鷹喙角金線魮，又稱鷹喙角金線䰾（学名：Sinocyclocheilus aquihornes）为輻鰭魚綱鯉形目鲤科金線魮屬的其中一種。分布於亞洲中國雲南省丘北縣地下洞穴流域，本魚體延長而側扁，背鰭軟條10枚、臀鰭軟條7枚，棲息在洞穴底中層水域，生活習性不明。

## 扩展阅读
維基物種上的相關：鷹喙角金線魮